# Newburgh (ciudad)
Newburgh es un pueblo ubicado en el condado de Orange en el estado estadounidense de Nueva York. En el año 2000 tenía una población de 27.568 habitantes y una densidad poblacional de 243,6 personas por km².

## Geografía
Newburgh se encuentra ubicado en las coordenadas 41°32′30″N 74°3′47″O / 41.54167, -74.06306. Según la Oficina del Censo, la ciudad tiene un área total de 121,7 km² (47,0 mi²), de la cual 113,2 km² (43,7 mi²) es tierra y 8,6 km² (3,3 mi²) (7,04%) es agua.

## Demografía
Según la Oficina del Censo en 2000 los ingresos medios por hogar en la localidad eran de $60.017, y los ingresos medios por familia eran $66.706. Los hombres tenían unos ingresos medios de $45.398 frente a los $32.432 para las mujeres. La renta per cápita para la localidad era de $24.749. Alrededor del 3,8% de la población estaban por debajo del umbral de pobreza.